# 恋文

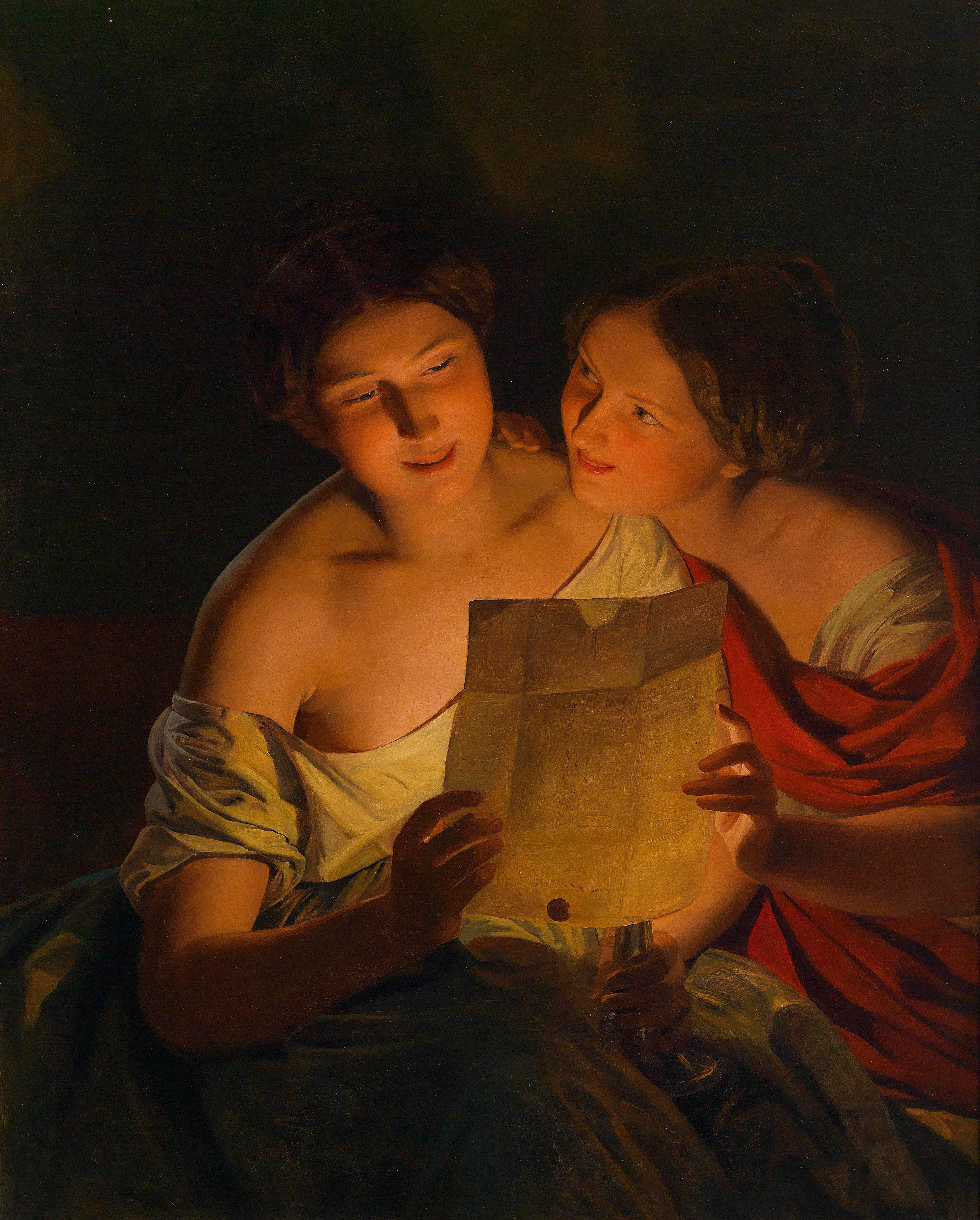
ヴァルトミュラー画『恋文』（Der Liebesbrief）1849年

恋文（こいぶみ）とは、愛を告白する手紙のこと。ラブレター（love letter）とも呼ばれ、この語がもっとも現代の日本では一般的である。ほかに付（け）文（つけぶみ）・艶書（えんしょ）・艶文（えんぶん）の語もあるが、これらの3つの語彙は現代の日本では一般的ではない。
相手に対する愛を面と向かって直接相手に言えない場合、文章を綴って相手に手紙を渡して愛情を表現する。恋文を送ることによって相手が自分の愛情に気づくこともある。直接手渡しする他、郵便で送る、人づてに渡すなどもある。また相手の机の引き出しや、ロッカー等に入れておくこともある。
恋愛をテーマにした文学では恋文が出てくる話も多い。

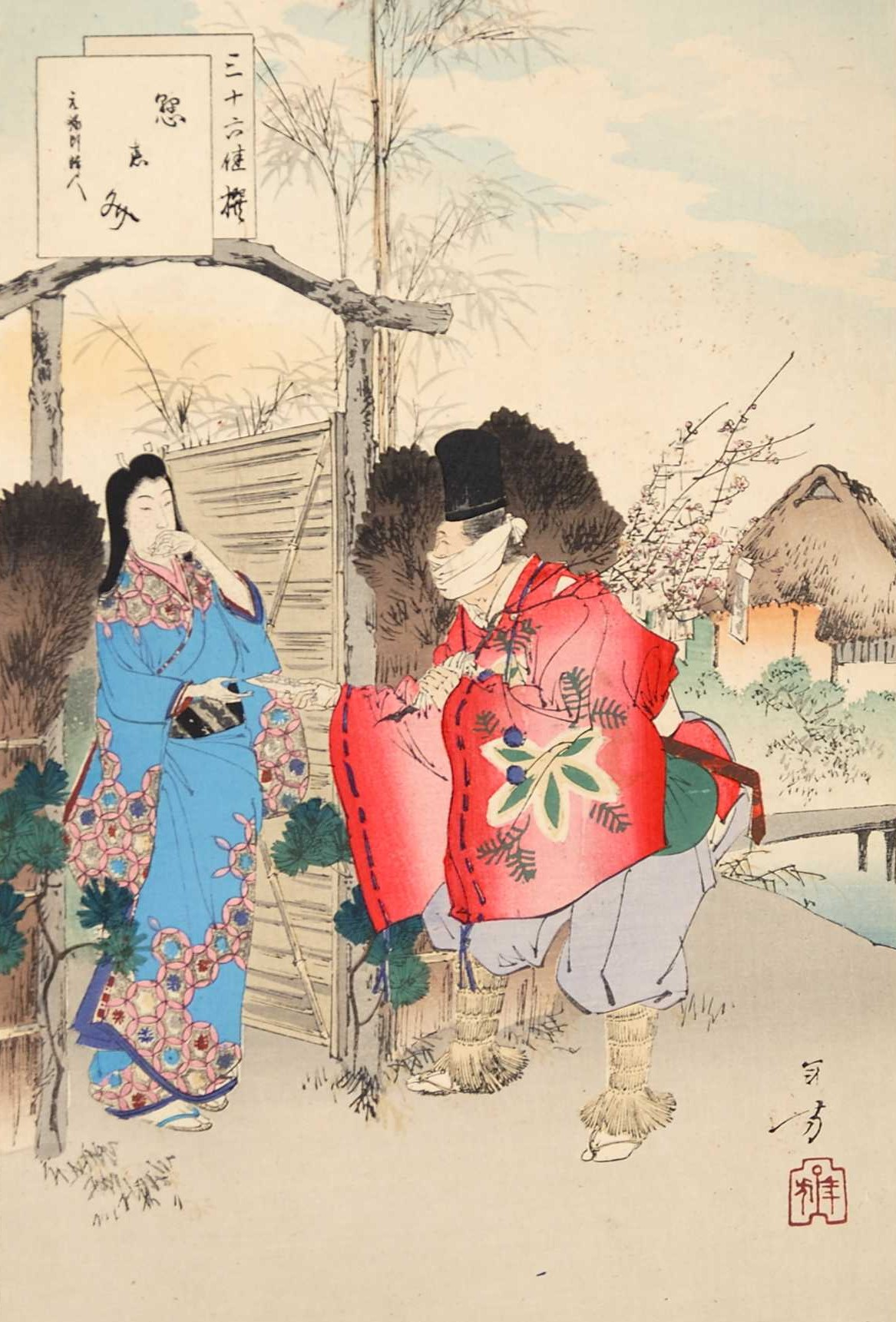
水野年方筆「三十六佳撰」より『懸想文 元禄頃婦人』懸想文売りを描いた錦絵

古くは懸想文（けそうぶみ）といい、相手に対する恋心を和歌に詠んで紙にしたため、それに関連する草木を添えて、人づてに渡しあった。ここから派生した文化として、「懸想文売り」が存在し、国宝上杉本洛中洛外図屏風（米沢市上杉博物館蔵）にも描かれている。懸想文売りとは、京の都で赤い着物に身を包み、古来は立烏帽子を 後には編笠を被り、顔を白い布で覆った姿で、正月初めに懸想文を梅の小枝に刺して売り歩いた行商人である。この懸想文は厳密には恋文に似せて縁起を祝う文を書いたお札で、このお札を買うと良縁が得られるとされた（屏風の左隻第3扇に売り手が見られる）。
「代筆恋文」というのも文化的にはあり、例として、高師直が美人と評判の塩谷高貞の妻の話を聞き、夢中になってあらゆる手を用いて口説こうとするも、なびかなかったため、兼好法師に恋文の代筆を依頼する。文は送られたが、高貞の妻は文を開きもせず、庭に捨ててしまう。この逸話のように、古くは文筆の才ある者に代筆をしてもらう例もあった（この場合、武家が随筆家に頼った語りである）。他にも当人が文盲である場合、意思を伝えるために代筆を依頼する例はある。
物事を調べるために偽の恋文を利用する場合もみられ、例として、密偵をおびた忍者が建物の見回り番に怪しまれた際の言い訳として、「邸宅の娘に恋文を送ろうとして周囲をうろついていた」と理由を述べるためにあらかじめ恋文を書いて懐に入れていた。いわば、恋文を渡そうとする行為は建物の周囲をうろついていても疑われない心理状態であり、諜報活動のために偽りの恋文を利用した例である。